# Розенстрайк, Жаирзиньо
Жаирзиньо Розенстрайк (нидерл. Jairzinho Rozenstruik, род. 17 марта 1988 года, Парамарибо, Суринам) — профессиональный суринамский боец ММА и кикбоксер, с 2019 по 2025 выступал в тяжелом весе UFC.

## Биография
Розенстрайк родился и вырос в Парамарибо, Суринам, и начал заниматься кикбоксингом в возрасте семнадцати лет в местном спортзале. После того, как он соревновался в кикбоксинге, он перешел в смешанные боевые искусства в 2012 году.

## Карьера

### Кикбоксинг
В возрасте семнадцати лет Розенстрайк приступил к тренировкам в зале Rens Project. Там он начал брать уроки кикбоксинга, и вскоре его обнаружил тренер Майкл Баб. В скором времени он вышел в Дом легенд под руководством Ивана Ипполита. Жаирзиньо начал свою боевую карьеру в кикбоксинге. В общей сложности он провёл 85 боёв, победив в 76, из которых 64 — нокаутом.

### ММА

#### Ранняя карьера
В мае 2012 года Розенстрайк выиграл свой дебютный бой в ММА против Евгения Болдырева на DRAKA MMA: Governor’s Cup 7 во Владивостоке, Россия.
В апреле 2017 года, после пяти лет сосредоточения на своей карьере кикбоксера, Розенстрайк выиграл бой ММА против Энгельберта Бербина во время регионального промоушена на Арубе.
В апреле 2018 года Розенстрайк подписал контракт на проведение нескольких боев с RIZIN.
В мае 2018 года Розенстрайк выиграл бой против Андрея Ковалева на RIZIN 10 раздельным решением судей.

#### UFC
2 ноября 2019 года прошёл бой против бывшего чемпиона UFC Андрея Орловского. Этот бой завершился нокаутом от Биги Боя в самом начале поединка (после начала боя прошло 29 секунд).
7 декабря Розенстрайк выступил на турнире UFC on ESPN, в котором возглавил турнир своим боем против нидерландского бойца и кикбоксера Алистара Оверима. Этот бой завершился победой Жаирзиньо нокаутом в самом конце поединка.
9 мая 2020 на турнире UFC 249 был нокаутирован Френсисом Нганну за 20 секунд.

## Статистика выступлений в профессиональном ΜΜΑ
| Боёв 21  | Побед 15 | Поражений 6 |
| -------- | -------- | ----------- |
| Нокаутом | 13       | 2           |
| Сдачей   | 0        | 1           |
| Решением | 2        | 3           |

| Результат | Рекорд | Соперник          | Способ                                | Турнир                                              | Дата             | Раунд | Время | Место                           | Примечание                                                              |
| --------- | ------ | ----------------- | ------------------------------------- | --------------------------------------------------- | ---------------- | ----- | ----- | ------------------------------- | ----------------------------------------------------------------------- |
| Поражение | 15-6   | Сергей Павлович   | Единогласное решение                  | UFC Fight Night: Адесанья vs. Имавов                | 1 февраля 2025   | 3     | 5:00  | Эр-Рияд, Саудовская Аравия      | Спустя время после боя было объявлено о увольнении Розенстрайка из UFC. |
| Победа    | 15-5   | Тай Туиваса       | Раздельное решение                    | UFC 305                                             | 17 августа 2024  | 3     | 5:00  | Перт, Австралия                 |                                                                         |
| Победа    | 14-5   | Шамиль Газиев     | TKO (отказ от продолжения боя)        | UFC Fight Night: Розенстрайк vs. Газиев             | 2 марта 2024     | 4     | 5:00  | Лас-Вегас, Невада, США          |                                                                         |
| Поражение | 13-5   | Жаилтон Алмейда   | Сдача (удушение сзади)                | UFC on ABC: Розенстрайк vs. Алмейда                 | 13 мая 2023      | 1     | 3:43  | Шарлотт, Северная Каролина, США |                                                                         |
| Победа    | 13-4   | Крис Докас        | TKO (удары)                           | UFC 282                                             | 10 декабря 2022  | 1     | 0:23  | Лас-Вегас, Невада, США          | «Выступление вечера» (3)                                                |
| Поражение | 12-4   | Александр Волков  | TKO (удары)                           | UFC Fight Night: Волков vs. Розенстрайк             | 4 июня 2022      | 1     | 2:12  | Лас-Вегас, Невада, США          |                                                                         |
| Поражение | 12-3   | Кёртис Блейдс     | Единогласное решение                  | UFC 266                                             | 25 сентября 2021 | 3     | 5:00  | Лас-Вегас, Невада, США          |                                                                         |
| Победа    | 12-2   | Аугусто Сакаи     | TKO (удары)                           | UFC Fight Night: Rozenstruik vs. Sakai              | 5 июня 2021      | 1     | 4:59  | Лас-Вегас, США                  | «Выступление вечера» (2)                                                |
| Поражение | 11-2   | Сирил Ган         | Единогласное решение                  | UFC Fight Night: Розенстрайк vs. Ган                | 27 февраля 2021  | 5     | 5:00  | Лас-Вегас, США                  |                                                                         |
| Победа    | 11-1   | Жуниор Дус Сантус | TKO (удары)                           | UFC 252                                             | 15 августа 2020  | 2     | 3:47  | Лас-Вегас, США                  |                                                                         |
| Поражение | 10-1   | Фрэнсис Нганну    | KO (удары)                            | UFC 249                                             | 9 мая 2020       | 1     | 0:20  | Джексонвилль, США               |                                                                         |
| Победа    | 10-0   | Алистар Оверим    | KO (удар)                             | UFC on ESPN: Оверим — Розенстрайк                   | 7 декабря 2019   | 5     | 4:56  | Вашингтон, США                  |                                                                         |
| Победа    | 9-0    | Андрей Орловский  | KO (удар)                             | UFC 244                                             | 2 ноября 2019    | 1     | 0:29  | Нью-Йорк, США                   |                                                                         |
| Победа    | 8-0    | Аллен Кроудер     | KO (удары)                            | UFC Fight Night 154: Мойкану vs. Корейский зомби    | 22 июня 2019     | 1     | 0:09  | Гринвилл, США                   | «Выступление вечера» (1)                                                |
| Победа    | 7-0    | Джуниор Албини    | TKO (удар ногой в голову и добивание) | UFC Fight Night 144: Ассунсао vs. Мораис 2          | 2 февраля 2019   | 2     | 0:54  | Форталеза, Бразилия             |                                                                         |
| Победа    | 6-0    | Роберт Маккарти   | KO (удары)                            | Team Yvel — Fearless 3                              | 27 декабря 2018  | 1     | 0:10  | Парамарибо, Суринам             |                                                                         |
| Победа    | 5-0    | Андрей Ковалёв    | Раздельное решение                    | Rizin FF Rizin 10                                   | 6 мая 2018       | 3     | 5:00  | Фукуока, Япония                 |                                                                         |
| Победа    | 4-0    | Марвин Абоели     | TKO (удары)                           | Fighting with the Stars Bloed, Zweet & Tranen 3     | 22 декабря 2017  | 1     | N/A   | Парамарибо, Суринам             |                                                                         |
| Победа    | 3-0    | Енгелберт Бербин  | TKO (удары)                           | AIF 1 — Aruba International Fighting Championship 1 | 27 апреля 2017   | 1     | N/A   | Ораньестад, Аруба               |                                                                         |
| Победа    | 2-0    | Евгений Болдырев  | KO (удар)                             | Draka 11 — Governor’s Cup 2012                      | 24 ноября 2012   | 1     | 2:05  | Хабаровск, Россия               |                                                                         |
| Победа    | 1-0    | Евгений Болдырев  | Нокаут (удар)                         | Draka 7 — Governor’s Cup 2012                       | 26 мая 2012      | 1     | 2:36  | Владивосток, Россия             |                                                                         |